# Delray Beach Open 2024 - Qualificazioni singolare
Le qualificazioni del singolare del Delray Beach Open 2024 sono stati un torneo di tennis preliminare per accedere alla fase finale della manifestazione. I vincitori dell'ultimo turno sono entrati di diritto nel tabellone principale. In caso di ritiro di uno o più giocatori aventi diritto a questi sono subentrati i lucky loser, ossia i giocatori che hanno perso nell'ultimo turno ma che avevano una classifica più alta rispetto agli altri partecipanti che avevano comunque perso nel turno finale.

## Teste di serie
1. Flavio Cobolli (ultimo turno, lucky loser)
2. Thanasi Kokkinakis (qualificato)
3. Radu Albot (qualificato)
4. Gabriel Diallo (ultimo turno, lucky loser)

1. Shintaro Mochizuki (ultimo turno)
2. Térence Atmane (ultimo turno)
3. Zachary Svajda (qualificato)
4. Nicolas Moreno de Alboran (qualificato)

## Qualificati
1. Nicolas Moreno de Alboran
2. Thanasi Kokkinakis

1. Radu Albot
2. Zachary Svajda

### Lucky loser
1. Flavio Cobolli

1. Gabriel Diallo

## Tabellone

### Legenda
| - Q = Qualificato - WC = Wild card - LL = Lucky loser | - ALT = Alternate - SE = Special Exempt - PR = Protected Ranking | - w/o = Walkover - r = Ritirato - d = Squalificato |

### Sezione 1
|  | Primo turno | Primo turno               | Primo turno    | Primo turno | Primo turno |  |  | Ultimo turno | Ultimo turno              | Ultimo turno | Ultimo turno | Ultimo turno |  |
|  |             |                           |                |             |             |  |  |              |                           |              |              |              |  |
|  | 1           | Flavio Cobolli            | Flavio Cobolli | 6           | 6           |  |  |              |                           |              |              |              |  |
|  | Alt         | Illja Marčenko            | Illja Marčenko | 2           | 2           |  |  | 1            | Flavio Cobolli            | 7            | 2            | 3            |  |
|  | Alt         | Sho Shimabukuro           | 7              | 64          | 62          |  |  | 7            | Nicolas Moreno de Alboran | 5            | 6            | 6            |  |
|  | 8           | Nicolas Moreno de Alboran | 62             | 7           | 7           |  |  |              |                           |              |              |              |  |

### Sezione 2
|  | Primo turno | Primo turno        | Primo turno        | Primo turno | Primo turno |  |  | Ultimo turno | Ultimo turno       | Ultimo turno       | Ultimo turno | Ultimo turno |  |
|  |             |                    |                    |             |             |  |  |              |                    |                    |              |              |  |
|  | 2           | Thanasi Kokkinakis | Thanasi Kokkinakis | 6           | 6           |  |  |              |                    |                    |              |              |  |
|  | Alt         | Brandon Holt       | Brandon Holt       | 4           | 3           |  |  | 2            | Thanasi Kokkinakis | Thanasi Kokkinakis | 6            | 6            |  |
|  | WC          | Stefan Kozlov      | Stefan Kozlov      | 3           | 62          |  |  | 5            | Shintaro Mochizuki | Shintaro Mochizuki | 3            | 0            |  |
|  | 5           | Shintaro Mochizuki | Shintaro Mochizuki | 6           | 7           |  |  |              |                    |                    |              |              |  |

### Sezione 3
|  | Primo turno | Primo turno     | Primo turno     | Primo turno | Primo turno |  |  | Ultimo turno | Ultimo turno   | Ultimo turno   | Ultimo turno | Ultimo turno |  |
|  |             |                 |                 |             |             |  |  |              |                |                |              |              |  |
|  | 3           | Radu Albot      | Radu Albot      | 6           | 6           |  |  |              |                |                |              |              |  |
|  | Alt         | August Holmgren | August Holmgren | 3           | 4           |  |  | 3            | Radu Albot     | Radu Albot     | 7            | 6            |  |
|  | Alt         | Preston Brown   | Preston Brown   | 2           | 2           |  |  | 6            | Térence Atmane | Térence Atmane | 5            | 4            |  |
|  | 6           | Térence Atmane  | Térence Atmane  | 6           | 6           |  |  |              |                |                |              |              |  |

### Sezione 4
|  | Primo turno | Primo turno       | Primo turno       | Primo turno | Primo turno |  |  | Ultimo turno | Ultimo turno   | Ultimo turno | Ultimo turno | Ultimo turno |  |
|  |             |                   |                   |             |             |  |  |              |                |              |              |              |  |
|  | 4           | Gabriel Diallo    | Gabriel Diallo    | 6           | 6           |  |  |              |                |              |              |              |  |
|  | Alt         | Valentin Vacherot | Valentin Vacherot | 4           | 4           |  |  | 4            | Gabriel Diallo | 4            | 6            | 3            |  |
|  | WC          | Ethan Quinn       | Ethan Quinn       | 3           | 3           |  |  | 7            | Zachary Svajda | 6            | 4            | 6            |  |
|  | 7           | Zachary Svajda    | Zachary Svajda    | 6           | 6           |  |  |              |                |              |              |              |  |